# Constantin-Louis d'Estourmel
Constantin-Louis d'Estourmel dit le « Commandeur d'Estourmel », né en 1691 et mort  le 6 avril 1765 à Paris, est un officier de marine français du XVIIIe siècle. Il combat pendant la guerre de Succession d'Autriche et termine sa carrière avec le grade de chef d'escadre.

## Biographie

### Origines et famille
Constantin-Louis d’Estourmel appartient à une ancienne famille de la noblesse picarde, qui tire son nom de la terre d'Estourmel, dans le Cambrésis, et dont l'ancienneté remonte aux Croisades. 
Il est le deuxième fils (et le troisième enfant) de Louis d’Estourmel, vicomte de Fouilloy, baron de Cappy, seigneur de Suzanne, et de Marie-Aimée de Hautefort de Montignac.
Il a notamment pour neveux Louis Marie d'Estourmel (1744-1823), qui sera député aux Etats-généraux de 1789 et Augustin Marie Le Danois de Cernay (1710-1784), industriel et philanthrope.

### Chevalier de Malte
Il est reçu chevalier de l'ordre de Saint Jean de Jérusalem, qui le fait grand-croix, grand-bailli de Morée, commandeur de Boncourt et de Séraincourt.

### Carrière dans la Marine royale
Il passe dans la Marine royale et intègre une compagnie de garde-marine au département de Brest le 30 avril 1707. Il bénéficie d’un avancement rapide puisqu’il est promu enseigne de vaisseau le 13 février 1709, puis lieutenant de vaisseau le 1er novembre 1712. Six ans plus tard, il est fait chevalier de Saint-Louis et, le 17 mars 1727, capitaine de vaisseau. 
Il participe aux deux campagnes contre les corsaires Barbaresques en 1728 et en 1736–1737. En 1740–1741, il commande La Parfaite dans l’escadre envoyée aux Indes occidentales, et prend une part active au combat livré contre une escadre anglaise composée de six vaisseaux au large du cap Tiburon, Saint-Domingue, les 18 et 19 janvier 1741.
Promu chef d'escadre le 1er janvier 1746, d’Estourmel reçoit le commandement du Trident dans l’escadre du duc d’Anville, armée à Brest la même année pour entreprendre des opérations offensives contre les possessions anglaises d’Acadie et de Terre-Neuve. Après avoir atteint les côtes de l’Acadie en septembre 1746, cette escadre est dispersée par un fort coup de vent. Estourmel rassemble cinq vaisseaux de guerre et la plus grande partie des transports et entre dans la baie de Chibouctou le 27 septembre pour y apprendre la mort du duc d’Anville. Le 29, un conseil de guerre lui confie le commandement en chef et décide l’attaque contre Annapolis Royal. Mais « soit incapacité pour les grandes choses, soit crainte de ne pas réussir ou délicatesse mal placée de ne pas s’ouvrir à quelqu’un pour partager avec lui une besogne qu’il regardoit au-dessus de ses forces, enfin le désespoir, l’inquiétude et la fureur s’emparèrent de M. d’Estourmel au point que, dans la nuit, il attenta à ses jours [...] il fut saisi d’une fièvre ardente qui dégénéra bientôt en délire ». S’étant cru environné d’ennemis, il s’était blessé gravement avec son épée.
Le 30 septembre, il se démet de son commandement entre les mains du chef d’escadre La Jonquière et rentre en France. Le 1er mars 1747, le roi lui permet de se retirer du service tout en conservant ses appointements. Le seul renseignement que nous ayons à son sujet après sa retraite est qu’il meurt à Paris en 1765.
Il fut inhumé dans l'ancienne église du prieuré hospitalier Saint Jean de Latran, à Paris, où se voyait son monument funéraire.

### Sources et bibliographie
- François-Alexandre de La Chenaye-Aubert, Dictionnaire de la noblesse, contenant les généalogies, l'histoire, vol. 6, Paris, chez la veuve Duchesne, 1773 (lire en ligne), p. 176